# Isochariesthes furva
Isochariesthes furva es una especie de escarabajo longicornio del género Isochariesthes, tribu Tragocephalini, subfamilia Lamiinae. Fue descrita científicamente por Fiedler en 1939.
Se distribuye por Madagascar. Mide aproximadamente 9 milímetros de longitud.